# Charles Plamondon

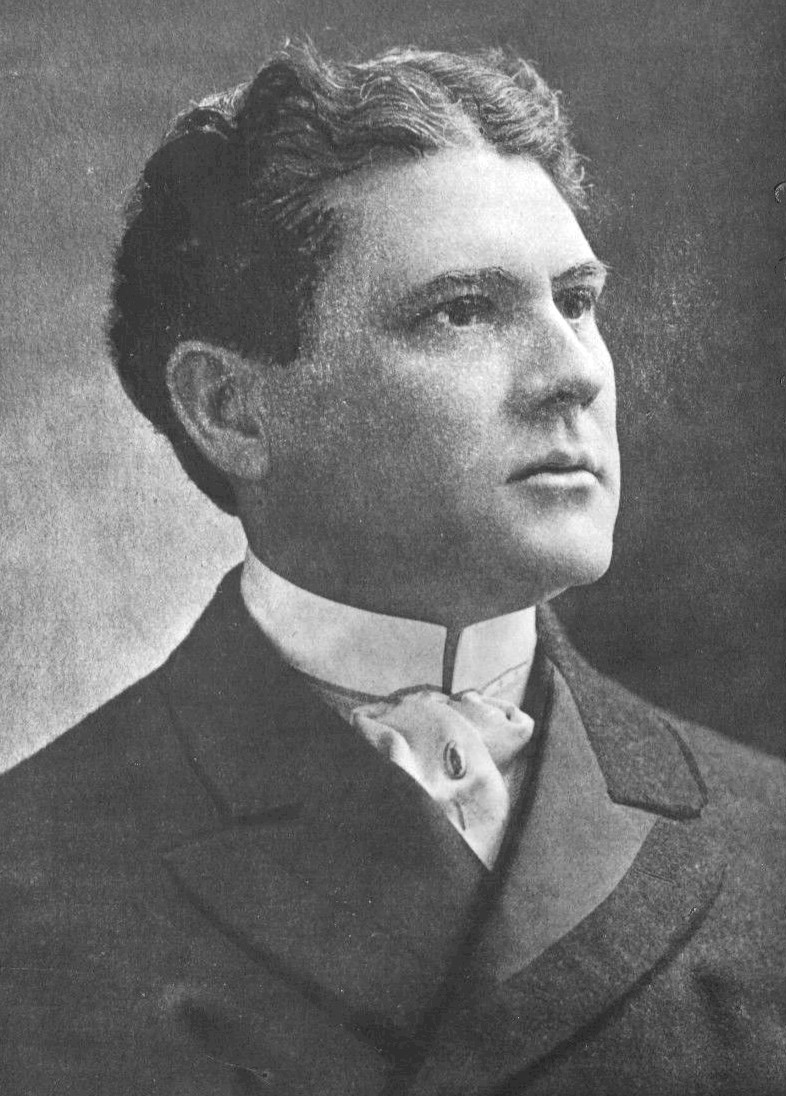
Charles Plamondon

Charles Ambrose Plamondon (* 14. September 1856 in Ottawa, Illinois, USA; † 7. Mai 1915 im Atlantischen Ozean vor Irland) war ein US-amerikanischer Unternehmer und Industrieller mit Sitz in Chicago. Plamondon gehörte aufgrund seiner beruflichen und sozialen Verbindungen zur Oberschicht Chicagos um die Jahrhundertwende.

## Leben
Charles Plamondon war das zweite von fünf Kindern des franko-kanadischen Stahlerzeugers Ambrose Andrew Plamondon (1833–1896) und dessen irischer Ehefrau Cecilia Bridget Higgins (1833–1912). Seine Geschwister waren Mary Emily, George, Charlotte Jeanette (Ehefrau von John Benjamin Murphy) und Alfred Daniel. 1871 wurde das Haus der Familie durch den großen Brand von Chicago zerstört. Er wurde ein sehr erfolgreicher Fabrikant und Manager in der Stahlindustrie. Plamondon war Präsident der Plamondon Manufacturing Company, einem landesweit gefragten Maschinenhersteller. Er war auch in der Kommunalpolitik aktiv, unter anderem als Vizepräsident des Chicago School System. Er engagierte sich sozial und gesellschaftlich, war zum Beispiel Mitglied der Union League, des Chicago Athletic Club und des South Shore Country Club.
Am 6. Mai 1879 heiratete er Mary Letitia Mackin (* 15. Oktober 1859 in Rochester, New York) in LaSalle, Illinois. Zusammen lebte das Paar in der 1344 Astor Street. Auch Mary Plamondon engagierte sich im sozialen Bereich, unter anderem als Mitglied des Woman’s Athletic Club. Zusammen mit Edith Ogden Harrison, der Autorin und Ehefrau des langjährigen Chicagoer Bürgermeisters Carter Harrison, Jr., saß sie im Vorstand des Women’s Reception Committee. Sie hatten fünf gemeinsame Kinder: Marie C. Plamondon (1880–1967), Charlotte Emily Plamondon (1882–1968) (Mrs. Allen Bradford Ripley), Blanche Gertrude Plamondon (1885–1965) (Mrs. John Henry Smith), Charles Ambrose Plamondon, Jr. (1889–1958) und Harold Mackin Plamondon (1891–1950). Plamondon war aktiver Republikaner und mit Carter Harrison, Jr. befreundet.

## Tod
Am 1. Mai 1915 ging Charles Plamondon mit seiner Frau in New York an Bord des britischen Ozeandampfers Lusitania, dem zu dem Zeitpunkt schnellsten und zudem einem der größten Passagierschiffe der Welt, das nach Liverpool, England auslief. Plamondon wollte geschäftlich nach London, Manchester und Dublin reisen. Mary Plamondon wollte ihn nicht allein gehen lassen und machte die Überfahrt mit. Das Ehepaar wurde auf der Reise von Chicago nach New York von der Schauspielerin Winifred Arthur Jones, der Tochter des Dramatikers Henry Arthur Jones, begleitet. Sie sollte mit ihnen an Bord der Lusitania gehen, sagte ihre Überfahrt jedoch in letzter Minute ab.
Die letzte Abfahrt der Lusitania vom Pier 54 in New York wurde durch Kameraaufnahmen festgehalten. Darunter ist ein Ehepaar zu sehen, das am Pier aus einem Taxi steigt und den Fahrer bezahlt. Dabei handelt es sich um Charles und Mary Plamondon. An Bord des Schiffs belegten sie die Erste-Klasse-Kabine B-18. Am 6. Mai stieß das Paar mit Champagner auf seinen 36. Hochzeitstag an. Am darauffolgenden Tag, am Freitag, dem 7. Mai um 14.10 Uhr, wurde das Schiff vom deutschen U-Boot U 20 vor der Küste Südirlands torpediert und versenkt. 1200 Menschen kamen ums Leben.
Die sterblichen Überreste von Charles und Mary Plamondon wurden nach dem Unglück aufgefunden und identifiziert und an Bord der City of New York nach New York überführt, wo sie am 24. Mai 1915 eintrafen. Gemäß Cunards Erfassungsliste der Toten war Charles Plamondon Leiche #25, Mary Plamondon #163. Die Leichen des Ehepaars waren rußgeschwärzt an die irische Küste gespült worden; ein Indiz dafür, dass sie in einen der Schornsteine gesaugt worden waren, die während des Untergangs abbrachen, auf die Wasseroberfläche aufschlugen, untergingen und dabei im Wasser treibende Menschen einsogen.
Charles Plamondon und seine Frau wurden nach einer Trauerfeier in der Holy Name Cathedral auf dem Calvary Cemetery in Evanston beigesetzt.

## Weiteres Unglück
Plamondons Tochter Charlotte und seine Nichte Emily Plamondon überlebten im Dezember 1903 in Chicago den großen Brand im Iroquois Theater, bei dem über 600 Menschen ums Leben kamen. Sie entkamen mit einer Rauchvergiftung. Plamondons Cousin Edmond Kelly Plamondon (1870–1951), Abteilungsleiter bei Western Electric, war mit seiner Frau Susan Byrne Plamondon (1873–1915) und seinen Töchtern Marie und Irene im Juli 1915 an Bord des Ausflugsdampfers Eastland, als dieser im Chicago River kenterte und 844 Menschen ertranken. Susan Plamondon war unter den Todesopfern.